# Бициклизам на Летњим олимпијским играма 1900.
На Олимпијским играма 1900. у бициклизму такмичење је одржано у две дисциплине. Такмичења су одржана од 9. до 16. септембра уз учешће 72 такмичара из 6 држава на Венсенском велодрому.
На Играма у Паризу одржана су још многа бициклистичка такмичења, али је Међународни олимпијски комитет само две дисциплине, спринт и трку на 25 километара, сматрао олимпијским. Обе дисциплине су одржане на писти.

## Земље учеснице
- Белгија (1)
- Бохемија {1}
- Италија {7}
- Немачка (3}
- САД (1)
- Француска (59)

## Освајачи медаља
| Дисциплина           |                           |                              |                                   |
| -------------------- | ------------------------- | ---------------------------- | --------------------------------- |
| Спринт детаљи        | Жорж Теландје · Француска | Фернан Сан · Француска       | Џон Хенри Лејк · Сједињене Државе |
| 25 километара детаљи | Луј Бастјен · Француска   | Лојд Хилдебранд* · Француска | Огист Домен · Француска           |

- Освајач сребрне медаље Лојд Хилдебранд је британски бициклиста. Његову медаљу МОК је приписо Француској, вероватно зато што је Хилдебранд дуго живео У Француској и што му је супруга Францускиња.

## Биланс медаља
|   | Земља            |   |   |   |   |
| 1 | Француска        | 2 | 2 | 1 | 5 |
| 2 | Сједињене Државе | 0 | 0 | 1 | 1 |
|   | Укупно (2)       | 2 | 2 | 2 | 6 |
| - | ---------------- | - | - | - | - |

## Остала такмичења у бициклизму
На Играма у Паризу одржана су још многа бициклистичка такмичења у којима су учествовали и професионалци, али њихови резултати нису признати од стане МОК-а.
| Дисциплина                              | Први                                                                | Први       | Други                             | Други      | Трећи                                                            | Трећи     |
| --------------------------------------- | ------------------------------------------------------------------- | ---------- | --------------------------------- | ---------- | ---------------------------------------------------------------- | --------- |
| Бодовна трка                            | Enrico Brusoni · Италија                                            | 21         | Karl Duill · Немачка              | 9          | Louis Trousselier · Француска                                    | 9         |
| Дохватна вожња екипно 1.500 м           | САД                                                                 | 2:15,2     | Француска                         | 2:19,4     | Италија                                                          | 2:23,4    |
| Бодовна трка за професионалце           | Флојд Мекфарланд · Сједињене Државе                                 | -          | Mathieu Cordang · Холандија       | -          | Пол Бурот · Француска                                            | -         |
| Тандем 2000 метара професионалци        | Harrie Meyers, Холандија · Ђан Фернандо Томазели, Краљевина Италија | -          | Хубер, · Seidl, Сједињене Државе  | -          | Edmond Jacquelin, Француска · Жан Баптист Лувет Сједињене Државе | -         |
| 2000 метара професионалци               | Harrie Meyers · Холандија                                           | -          | Том Купер · Сједињене Државе      | -          | Edmond Jacquelin · Француска                                     | -         |
| 3000 метара професионалци               | Mathieu Cordang · Холандија                                         | -          | Пол Бурот · Француска             | -          | Виктор Туо · Француска                                           | -         |
| 3000 метара хендикепирани професионалци | Пјер Шевалије · Француска                                           | -          | Moussier · Француска              | -          | Charles Jue · Француска                                          | -         |
| 5000 метара хендикепирани               | -                                                                   | -          | -                                 | -          | -                                                                | -         |
| 25 км професионалци                     | César Simar · Француска                                             | -          | Lucien Lesna · Француска          | -          | Пол Бор · Француска                                              | -         |
| 50 км професионалци                     | Thaddäus Robl Немачко царство                                       | -          | Piet Dickentmann · Холандија      | -          | Emile Bouhours · Француска                                       | -         |
| 100 км професионалци                    | Артур Чејс · Велика Британија                                       | 1,46:09,2  | Emile Bouhours · Француска        | 1,46:09,6  | Édouard-Henry Taylor · Француска                                 | 1,47:26,2 |
| 100 енглеских миља професионалци        | Édouard-Henry Taylor · Француска                                    | 2,57:53,8  | Алберт Валтерс · Велика Британија | 2,58,54,0  | Emile Bouhours · Француска                                       | 3,01:36,0 |
| 24 сата професионалци                   | Mathieu Cordang · Холандија                                         | 956,775 km | Thaddäus Robl Немачко царство     | 864,775 km | Maurice Garin · Француска                                        | непознато |